# Андрес Парис
Андре́с Пари́с (исп. Andrés París), настоящее имя Хесу́с Эми́лио Карвахали́но (исп. Jesús Emilio Carvajalino, родился 15 марта 1955 в Боготе) — колумбийский революционер, член Революционных вооружённых сил Колумбии и главнокомандующий их Восточным блоком. По некоторым сведениям, входит в секретариат РВСК-АН.

## Биография

### Служба в ФАРК
Карвахалио учился в Национальном университете Колумбии, состоял в Колумбийской коммунистической молодёжи (исп. Juventud Comunista Colombiana). Активно занимался спортом, за что получил прозвище «Мило» (исп. Milo, за большую выносливость и участие в марафонских забегах). В ФАРК вступил в 1985 году, основал тогда же политическую партию «Патриотический союз». Свой псевдоним составил из двух частей: Андрес — имя его старшего сына; Парис — испаноязычное произношение слова «Париж».
В качестве своего первого задания Парис должен был связаться с национальной школой партизанской войны имени Эрнандо Гонсалеса Акоста, чтобы сформировать группу добровольцев. Занимался обучением бойцов. В 1990 году был отстранён от командования после ряда инцидентов. В 1993 году участвовал в организации Международной комиссии ФАРК, которая действовала на всей территории Колумбии и участвовала в VIII Национальном съезде партизан. Состоял в группе парламентёров. Позднее проходил службу в городских партизанских ячейках Боготы и Кундинамарки «Антонио Нариньо».
Регулярно совершает поездки на Кубу, где от лица РВСК-АН проводит переговоры о мире с правительством Колумбии.

### Происхождение и семья
Его семья в годы президентства Хулио Турбая подвергалась преследованиям за свои коммунистические убеждения.
В 1982 году женился на Беатрис Аренас, дочери одного из лидеров ФАРК Хакобо Аренас. Есть двое детей. Они входили в переговорную группу в Венесуэле, но в 1991 году вынуждены были покинуть Венесуэлу после серии угроз и покушений: их объявили в розыск по приказу президента Карлоса Андреса Переса.